# Іоасаф (Шибаєв)
Митрополит Білгородський і Обоянський Іоаса́ф (в миру Валентин Володимирович Шиба́єв; нар. 2 січня 1954, с. Маслова Пристань, Шебекінський район, Бєлгородська область) — архієрей УПЦ Київського Патріархату з титулом Митрополит Білгородський і Обоянський.
20 червня 2019 року відвідав Помісний Собор щодо відновлення Української православної церкви Київського патріархату.

## Життєпис
З 1961 по 1971 рр. навчався у середній школі.
У 1971 р. вступив на навчання до сільгоспінституту м. Харкова, який залишив після досягнення 18-ліття, щоб стати спочатку пономарем у кафедральному соборі міста Харкова, а потім послушником в Свято-Успенському Псково-Печерському монастирі.
З 1973 по 1975 рр. проходив службу в Армії на Далекому Сході.
У 1975 році вступив до Московської духовної семінарії, яку закінчив за 1-им розрядом.
1976 року рукоположений в сан диякона, а в 1977 році — в сан священника архієпископом Курським і Білгородським Хризостомом.
1978 року прийняв постриг у чернецтво. 1979 року нагороджений набедреником. 1983 року вступив до Московської духовної академії.
1984 року нагороджений наперсним хрестом.
1985 року архієпископом Курським і Білгородським Ювеналієм призначений настоятелем Свято-Троїцького собору міста Обояні Курської області.
У 1986 році возведений в сан ігумена та нагороджений хрестом з прикрасами.
1991 року разом з парафією перейшов з Московської патріархії до Російської православної свобідної церкви (тобто РПЦЗ в Росії). Возведений у сан архимандрита.
1993 року призначений керуючим Курсько-Обоянською єпархією Російської православної церкви закордоном.
19 лютого 1995 року за Божественною літургією у Володимирському кафедральному соборі міста Києва був хіротонізований в єпископа Білгородського і Обоянського УПЦ Київського патріархату.
23 січня 2000 року підвищений до сану архиєпископа.
Удостоєний вищих церковних нагород: Ордену Святого Архистратига Божого Михаїла (1999 р.) та Ордену святого рівноапостольного князя Володимира Великого ІІІ ступеня (23.01.2004 р.).
23 січня 2012 р. Указом Святійшого Патріарха Філарета возведений в сан митрополита.
Вшановує імператора Миколу ІІ як мученика.
Був постійним членом Священного синоду УПЦ Київського Патріархату.